# Pony (Frisur)

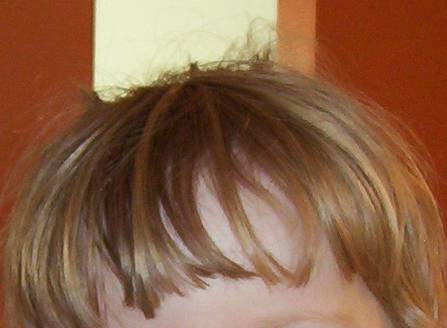
Ein blonder Pony

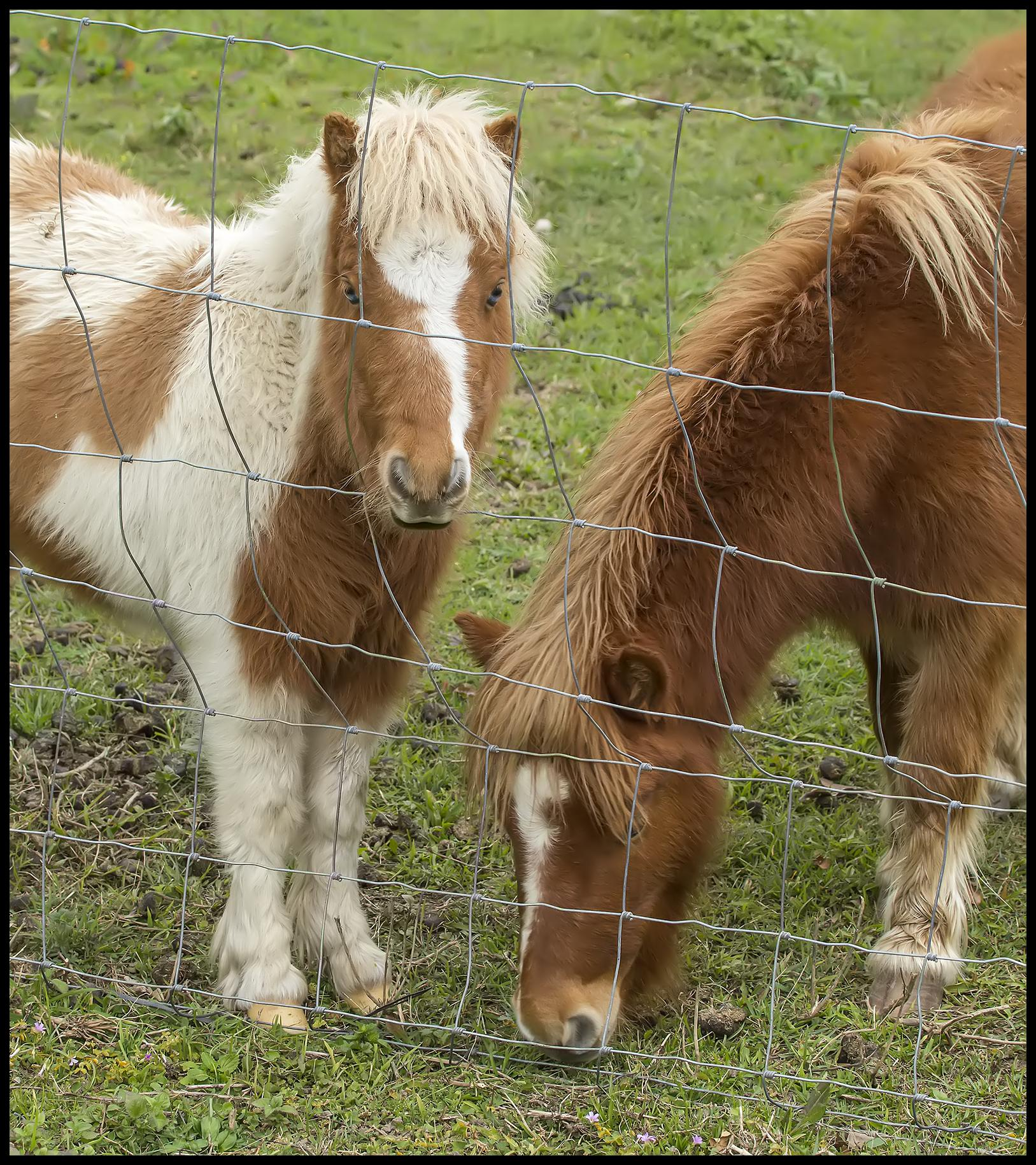
Zum Vergleich: der Pony eines Ponys

Der Pony, auch Stirnfransen genannt, ist eine Frisur, bei der die Haare an der Kopfvorderseite so abgeschnitten werden, dass die Schnittkante auf der Stirn eine mehr oder weniger gerade Linie bildet, die entweder genau horizontal oder leicht geneigt verläuft.
Der Begriff ist an die Mähne eines Pony-Pferds angelehnt. Obwohl „Pony“ ein englisches Wort ist, wird es nur im Deutschen für diese Frisur verwendet – im Englischen bezieht sich pony als Bezeichnung für eine Frisur stattdessen auf den Pferdeschwanz.

## Bezeichnungen
Das Wort pony wird im Englischen nicht für den deutschen „Pony“, sondern für den Pferdeschwanz verwendet – nämlich als Kurzform von ponytail, vor allem in längeren Wortbildungen wie side pony „seitlicher Pferdeschwanz“, high pony „hochgesteckter Pferdeschwanz“. Ein Pony im Sinne von Stirnfransen wird im britischen Englisch als fringe und im amerikanischen Englisch als bangs bezeichnet. Der amerikanische Begriff bangs ähnelt aber wiederum dem deutschen Wortursprung und leitet sich von „bang-tail“ ab, einer Bezeichnung für den horizontal geschnittenen Schweif eines Pferdes.

## Typen von Ponys

### Außenwellenpony
Die Föhnfrisur stammt aus den 1970er Jahren. Bekannteste Vertreterin ist Farrah Fawcett, die diesen Schnitt maßgeblich prägte. Dabei wird der Pony zweigeteilt und jeweils auf die Seite geföhnt. Die Spitzen werden mit Lockenstab bzw. -wickler mittlerer oder großer Größe nach außen gedreht. Der Look wirkt sehr elegant und mondän.

### Fransenpony

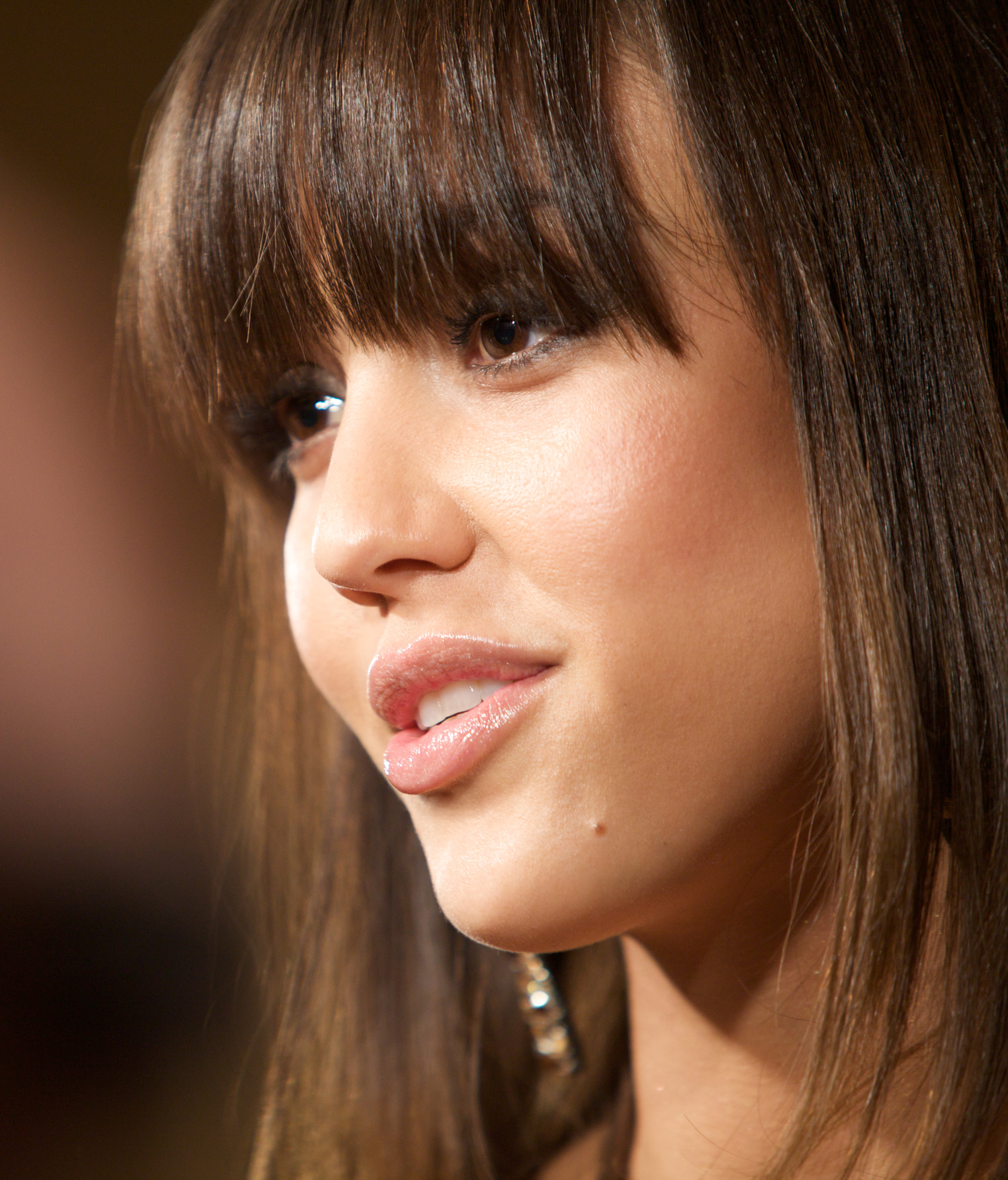
Jessica Alba mit Fransenpony

Dabei ist der Pony nicht schnurgerade geschnitten, sondern stufig und leicht asymmetrisch gehalten, sodass einzelne Fransen ins Gesicht fallen. Die Stufen erreicht man durch die Kürzung des Deckhaars. Der Pony geht seitlich in das Haupthaar über. Jessica Alba trug längere Zeit diese Art von Pony.

### Französischer Pony

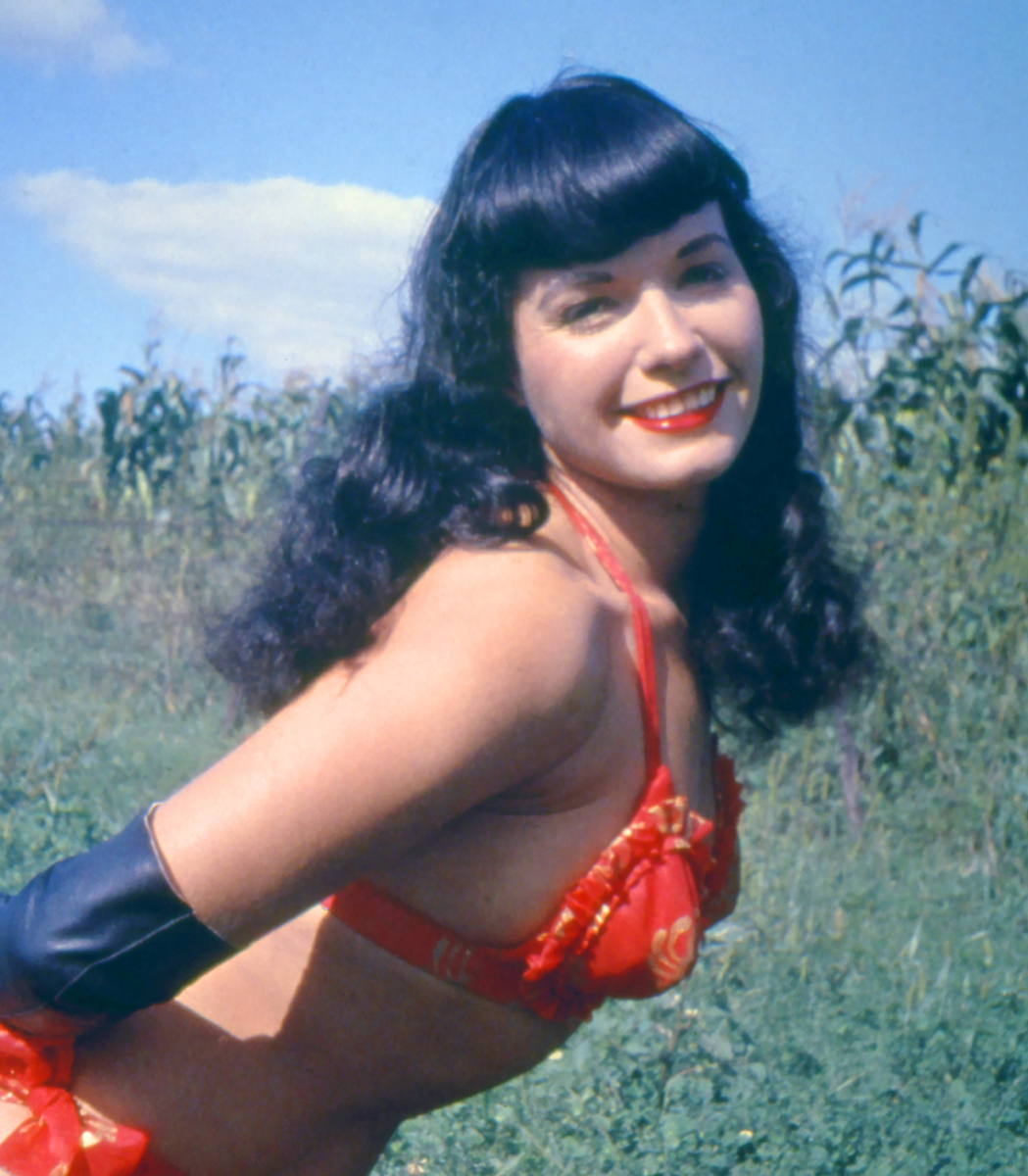
Bettie Page mit Französischem Pony

Hierbei handelt es sich um einen kurzen Pony, wie ihn beispielsweise Audrey Tautou in „Die fabelhafte Welt der Amélie“ trägt. Der Schnitt zeichnet sich durch eine gerade Linie aus. Der Französische Pony betont die Gesichtspartie, vor allem Augenbrauen und Augen, er wird auch Short Pony genannt. Weitere Bezeichnungen lauten Micro Bangs oder Baby Bangs.

### Haartolle
Hierbei werden die Vorderhaare extrem toupiert und nach hinten gesteckt. Die Tolle ist ebenso wie der französische Pony typisch für die Rockabilly-Szene, die in den 1950er Jahren entstand, aber mittlerweile in der Modewelt wieder enorm an Einfluss gewinnt.

### Lockenpony
Dieser Pony bietet sich vor allem bei Naturwellen und -locken an, kann aber auch per Lockenstab frisiert werden. Bei dieser Art von Stirnfransen kann es sich um einen Fransen- oder Vollpony handeln, charakteristisch sind die gelockten Haare.

### Ponyrolle
Die Ponyrolle stammt aus den 1940er und 1950er Jahren. Sie zeichnet sich durch eine lange Rolle, die entweder nach oben oder nach unten mittels Lockenwickler bzw. -stab geföhnt wird, aus.

### Schrägpony

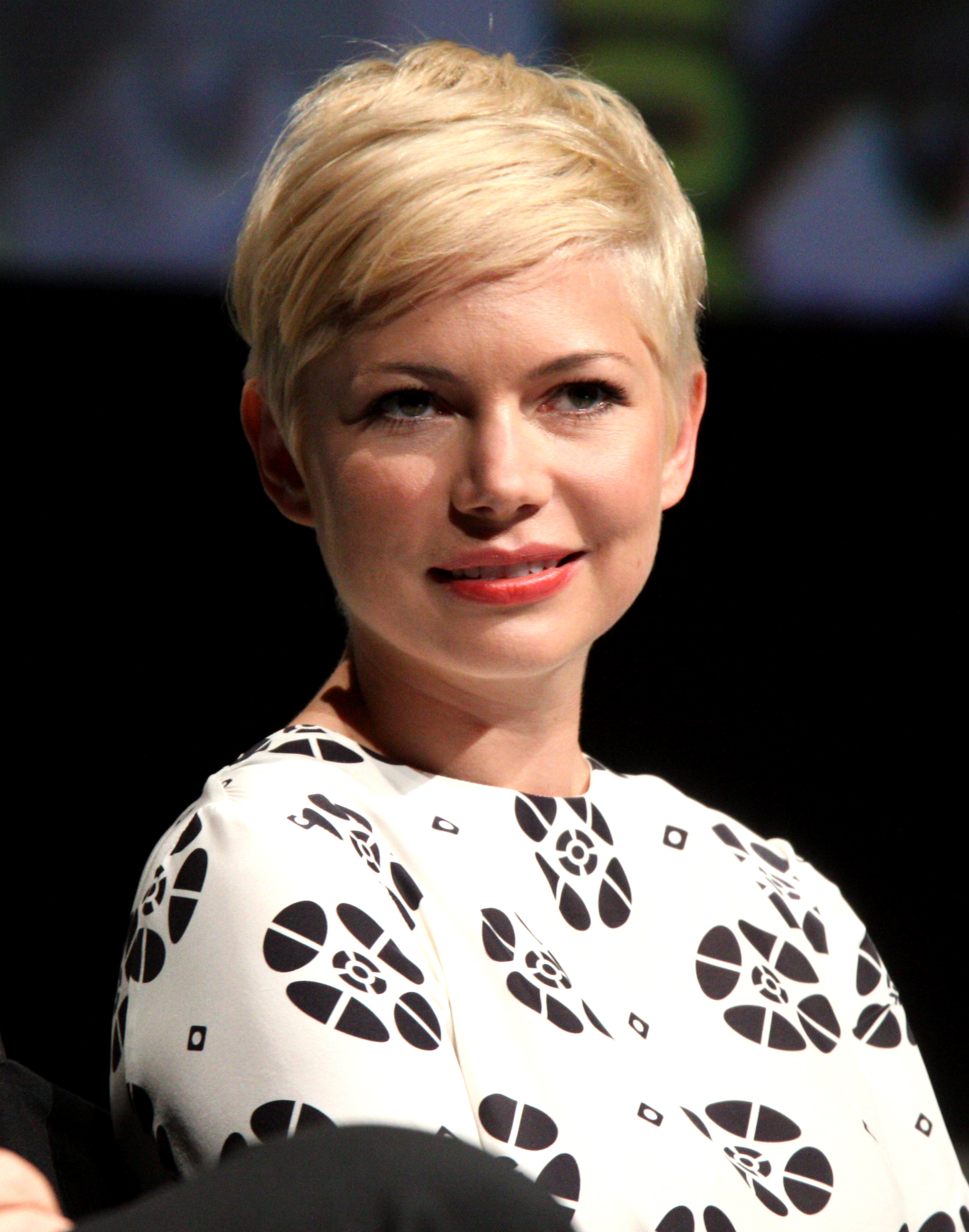
Michelle Williams mit Schrägpony, 2012

Der Schrägpony erfordert einen Seitenscheitel, d. h. die Stirnfransen werden auf eine Seite gelegt. Besonders schön kommt diese Art von Pony bei toupiertem Hinterhaar und Hochsteckfrisuren zur Geltung. Bekannte Vertreterin dafür ist die Schauspielerin Michelle Williams.

### Seitlicher Wellenpony / Seitliche Haartolle
Dieser Pony war vor allem in den 1930er und 1950er Jahren verbreitet. Ihn zeichnen ein Seitenscheitel und ein mit viel Haarspray lockig fixierter Pony, der das Gesicht seitlich einrahmt, aus. Bekannte Vertreterinnen sind Marilyn Monroe und Dita von Teese.

### Strähnchenpony
Dabei handelt es sich um lange, vereinzelte Strähnen, die ins Gesicht fallen. Vor allem in der Emo-Szene findet sich dieser Ponyschnitt wieder.

### Vollpony
Das Vorderhaar bedeckt die Augenbrauen, es zeichnet sich durch Fülle und Schwung aus. Bei einem geraden Vollpony sind die Stirnfransen klar konturiert zum Haupthaar, der Vollpony kann aber auch seitlich ins Haupthaar übergehen. Bekannte Vertreterinnen sind Heidi Klum und Taylor Swift.